# Maryam Khatoon Molkara
Maryam Khatoonpour Molkara (Perzisch: مریم خاتون ملک‌آرا) (Abkenar (Iran), 1950 - Teheran, 25 maart 2012) was een activist voor transgenderrechten in Iran, waar ze brede erkenning geniet als matriarch van de transgendergemeenschap. Bij haar geboorte werd haar sekse vastgesteld als mannelijk, en later in haar leven speelde ze een belangrijke rol in het bewerkstelligen van een brief die als fatwa zou worden gebruikt om geslachtsaanpassende operaties mogelijk te maken binnen het wettelijk kader.

## Leven
Molkara werd geboren als het enige kind van haar moeder, de tweede vrouw (uit acht) van haar vader, een landeigenaar. Ze groeide op onder de naam Fereydoon, maar gaf naar eigen zeggen altijd de voorkeur aan kleding, speelgoed en activiteiten die traditioneel aan meisjes werden toegeschreven.
Tijdens haar tienerjaren ging Molkara naar feestjes verkleed als vrouw. In die tijd stond Iran bekend als uiterst liberaal waar het aankwam op de vrijheden voor homoseksuelen en transgenders. Toen ze tegen haar moeder verklaarde dat ze transgender was, weigerde die haar te erkennen. Dit leidde ertoe dat Molkara zich eerst tot vrouwelijke hormoontherapie wendde en zich kleedde en leefde als een vrouw, voordat ze een om een operatie vroeg.

### Strijd voor een operatie
Molkara besloot na een reis naar Londen in 1975 dat ze behoefte had aan een geslachtsaanpassende operatie. Ze zocht hiervoor naar mogelijkheden in Iran, en pleitte voor verruiming hiervan, maar kreeg vanuit de overheid nul op het rekest.
Molkara schreef brieven naar Ayatollah Ruhollah Khomeini, die toen in ballingschap in Irak zat, om hem om religieus advies te vragen. Hierin stelde ze onder meer dat haar geslacht al duidelijk was sinds ze twee jaar oud was, aangezien ze kalk gebruikte om make-up te imiteren. Hij had in 1963 al geschreven dat correctieve operaties voor mensen met een intersekseconditie niet tegen de islamitische wet is, en zijn antwoord aan Molkara was dan ook op basis van dit bestaande idee, in plaats van het maken van een nieuw besluit. Hij stelde voor dat ze leefde als een vrouw, inclusief de bijbehorende kleding.
Hierna ontmoette ze de toenmalige shahbanu (keizerin) van Perzië Farah Pahlavi, die haar en andere transgenders steunde in het verlangen om een geslachtsaanpassende operatie. In 1978 ontmoette ze Khomeini in Parijs, maar na de Iraanse Revolutie van 1979 en de scherpe religieuze inslag die het land vervolgens kreeg, liep ze tegenstand op in de vorm van vragen, arrestaties en doodsbedreigingen. Ze werd ontslagen bij de staatstelevisie, gedwongen om zich niet langer als vrouw te kleden, werd tegen haar wil geïnjecteerd met mannelijke hormonen en opgenomen in een psychiatrische instelling. Dankzij goede connecties met religieuze leiders, waaronder de parlementsvoorzitter en latere president Akbar Hashemi Rafsanjani, werd ze weer vrijgelaten.
Molkara zette haar strijd voor een operatie voort, en in 1985 confronteerde ze Khomeini in zijn huis in Tehran in een mannelijk pak en terwijl ze de Koran droeg en haar schoenen om haar nek had gebonden (een referentie naar Asjoera). Ze werd tegengehouden en geslagen door de bewakers tot de broer van de Ayatollah, Hassan Pasandide, ingreep. Hij bracht haar naar binnen, waar ze emotioneel riep "ik ben een vrouw, ik ben een vrouw".
Zijn beveiligers waren achterdochtig vanwege de borsten die door de hormoontherapie ontwikkeld waren, omdat ze dachten dat ze misschien explosieven bij zich droeg. Nadat de zoon van de ayatollah, Ahmad Khomeini, haar verhaal had aangehoord bracht hij haar naar zijn vader en bevroeg hij drie artsen over de operatie.
De ayatollah besloot vervolgens dat een operatie voor Molkara noodzakelijk was om haar religieuze plichten te kunnen vervullen. Dit leidde ertoe dat hij een fatwa uitvaardigde dat geslachtsaanpassende operaties niet in strijd waren met de islamitische wet. In een officiële ceremonie werd ze door de toenmalig president en latere hoogste leider Ali Khamenei als vrouw erkend.

### Pleitbezorger voor transgenders
Molkara pleitte ervoor om de benodigde medische kennis en procedures in Iran beschikbaar te krijgen, en om anderen toegang te verkrijgen tot die procedures. Zelf onderging ze de operatie in Thailand in 1997, omdat ze niet tevreden was met de kwaliteit in Iran. De Iraanse overheid betaalde voor haar operatie.
In 2007 richtte ze de Iranian Society to Support Individuals with Gender Identity Disorder (ISIGID, انجمن ; Perzisch: حمایت از بیماران مبتلا به اختلالات هویت جنسی ایران) op, de eerste door de overheid goedgekeurde organisatie voor transgenderrechten in Iran. Daarvoor gebruikte ze haar eigen bezittingen in Karaj om andere transgenders juridisch advies en medische zorg te bieden, waaronder post-operatieve. Ze zette zich nog jaren in voor transgenders, bijvoorbeeld door ze uit de gevangenis te halen.
Ze overleed in 2012 op 62-jarige leeftijd aan een hartaanval.